# Интерлеукин 29
Интерлеукин 29 (ИЛ-29) је протеин хеликсне цитокинске фамилије и он је тип III интерферон. Такође је познат као IFNλ1, и он је веома сличан по аминокиселинској секвенци са ИЛ-28, и другим тип  интерферонима.
ИЛ-29 игра важну улогу у одбрани организма против микроба и његов ген је високо повећано регулисан у ћелијама зараженим вирусима. 
ИЛ-29 се налази у хромозому 19 код људи.